# Фортеця Селіно
Фортеця Селіно (грец. Κάστρο Σελίνου, трансліт. Kástro Selínou, італ. Castel Selino) — венеційська фортеця побудована на острові Крит для контролю над морськими шляхами до Північної Африки герцогом Марино Градоніго в 1282 році, який назвав його «Селіно» на честь селери, яка росла навколо.

## Історія
Фортеця довший час була єдиними укріпленням в цій частині острова. У 1332 році місцеві жителі під проводом Бардаса Каллергіса знесли фортецю вбивши всіх його мешканців, проте вже в 1334 році венеційці її відновили. Турецький корсар Хайр ад-Дін Барбаросса захопив фортецю в 1539 році. Вже в 1596 році венеційці знову оволоділи укрпленнями. В 1653 році османи взяли фортецю в облогу і згодом завоювали її, зруйнувавши укріплення. Проте з часом вони їх відновили та використовували фортецю, зокрема як сторожову вежу, перебудувавши її в 1867 році.
Наразі фортеця в руїнах, в основному від будівель турецького періоду, зокрема руїни двох веж.

## Архітектура
Фортеця була майже квадратною в плані та складалась з двох веж з південного боку та однієї з північного. В фортеці були резиденції для чиновників, церква та невеликі резервуари для води, а також житлові будівлі — казарми.